# Rim Fire

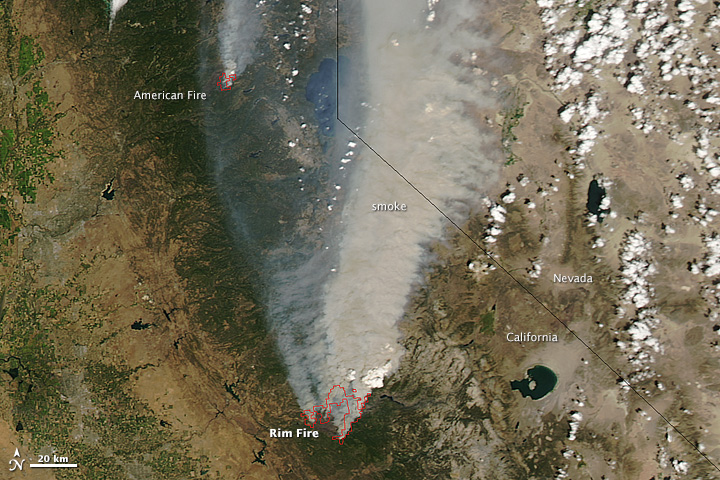
Das Rim Fire und das American Fire auf einer Satellitenaufnahme vom 23. August 2013, etwa eine Woche nach Ausbruch des Rim Fires

Das Rim Fire war ein Waldbrand in der Sierra Nevada. Der Brand wurde am 17. August 2013 durch ein illegales, außer Kontrolle geratenes Feuer eines Jägers im Stanislaus National Forest ausgelöst und war mit einer Fläche von mehr als 1012 km2 der drittgrößte Waldbrand in der Geschichte Kaliforniens. Am 25. Oktober 2013 war der Waldbrand, der einen Gesamtschaden von 127,3 Millionen Dollar verursachte, vollständig gelöscht. Der Name des Feuers leitet sich von einem Aussichtspunkt im Stanislaus National Forest ab, der als „Rim of the World“ (dt. „Rand der Welt“) bekannt ist. Internationale Bekanntheit erlangte das Feuer durch sein Übergreifen auf den in der Sierra Nevada gelegenen Yosemite-Nationalpark.

## Ursachen des Feuers

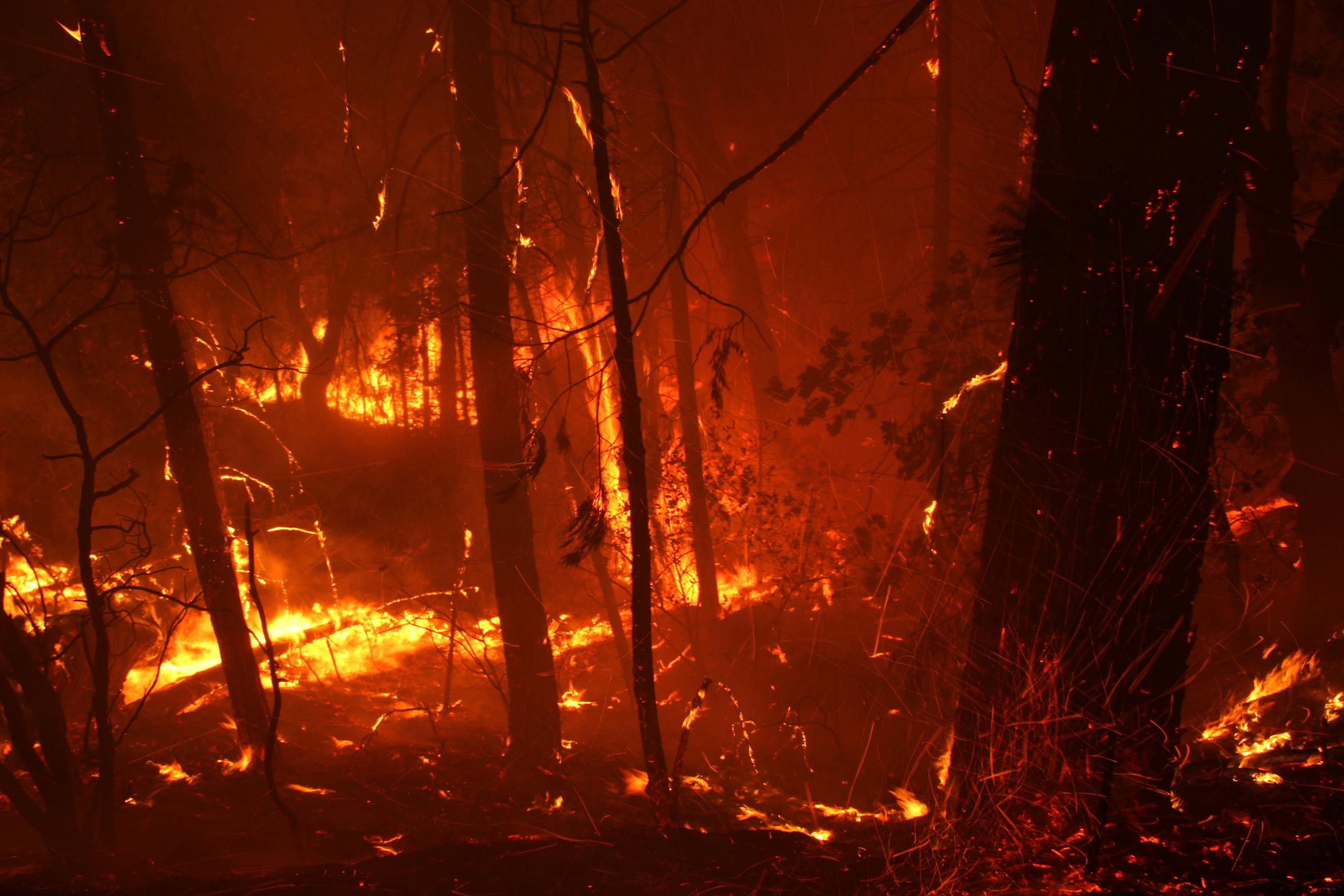
Das Rim Fire im Stanislaus National Forest

Das Rim Fire brach am Nachmittag des 17. August 2013 in einer abgelegenen Schlucht des Stanislaus National Forest östlich des Ortes Groveland aus. Nachdem zunächst darüber spekuliert worden war, ob der Ausbruch des Waldbrandes mit dem illegalen Anbau von Marihuana im Stanislaus National Forest zusammenhänge, stellte sich im Verlaufe der Untersuchungen zur Brandursache heraus, dass das außer Kontrolle geratene Feuer eines Jägers für den Brand verantwortlich war.
Als Gründe für die schnelle Ausbreitung des Feuers werden die außergewöhnliche Hitze und Dürre des Sommers 2013 in Kalifornien sowie frühere Brandbekämpfungsmaßnahmen in den Nationalparks der Sierra Nevada genannt. Nach Ansicht von Hugh Safford, einem Experten des U.S. Forest Service in Kalifornien, hatten die schnellen und effektiven Maßnahmen zum Löschen von Waldbränden der letzten Jahrzehnte den „Holzhaufen“, der dem Rim Fire zur Verfügung stand, „größer werden lassen“. Laut John Buckley, Geschäftsführer des Central Sierra Environmental Resource Center kam erschwerend hinzu, dass bereits geplante Maßnahmen zur Ausdünnung des Bewuchses aufgrund mangelnder Finanzierung durch den Kongress der Vereinigten Staaten nicht oder nur teilweise umgesetzt werden konnten. Die Umsetzung von Projekten zum Legen kontrollierter Feuer, so Buckley, hätte „das Rim Fire zweifellos leichter zu beherrschen gemacht und eine größere Katastrophe eventuell verhindern können.“
Zum Zeitpunkt seiner Entdeckung umfasste der Brand eine Fläche von 40 Acres, breitete sich aber innerhalb der nächsten 36 Stunden – begünstigt durch die dichte Vegetation in den steilen Schluchten des Stanislaus National Forest – explosionsartig auf 10.000 Acres aus.

## Maßnahmen zur Brandbekämpfung
An den Maßnahmen zur Bekämpfung des Rim Fire beteiligten sich Feuerwehreinheiten am Boden und in der Luft. Unter den insgesamt mehr als 3.400 Helfern befanden sich auch 673 Häftlinge der Initiative California Conservation Camp, die es verurteilten Straftätern ermöglicht, für einen Dollar am Tag bei der Bekämpfung von Bränden in Kalifornien zu helfen. Die Bodeneinheiten wurden durch Löschflugzeuge der California Air National Guard unterstützt, die mit dem Modular Airborne FireFighting System (MAFFS) ausgerüstet sind, einem speziellen System zur Feuerbekämpfung aus der Luft. Neben Löschflugzeugen vom Typ Lockheed C-130J kamen auch Löschhubschrauber zum Einsatz.

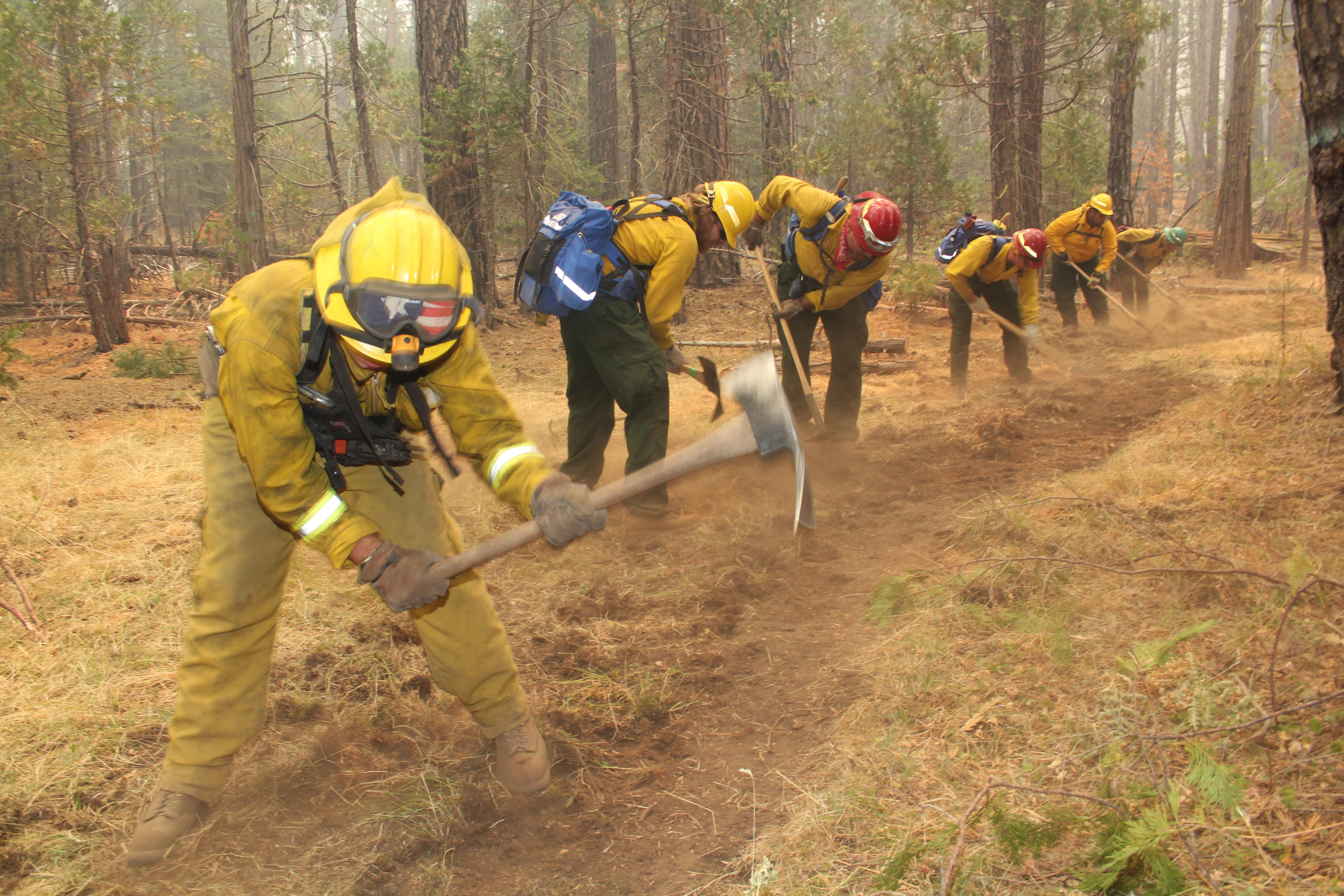
Feuerwehrleute beim Anlegen einer Brandschneise
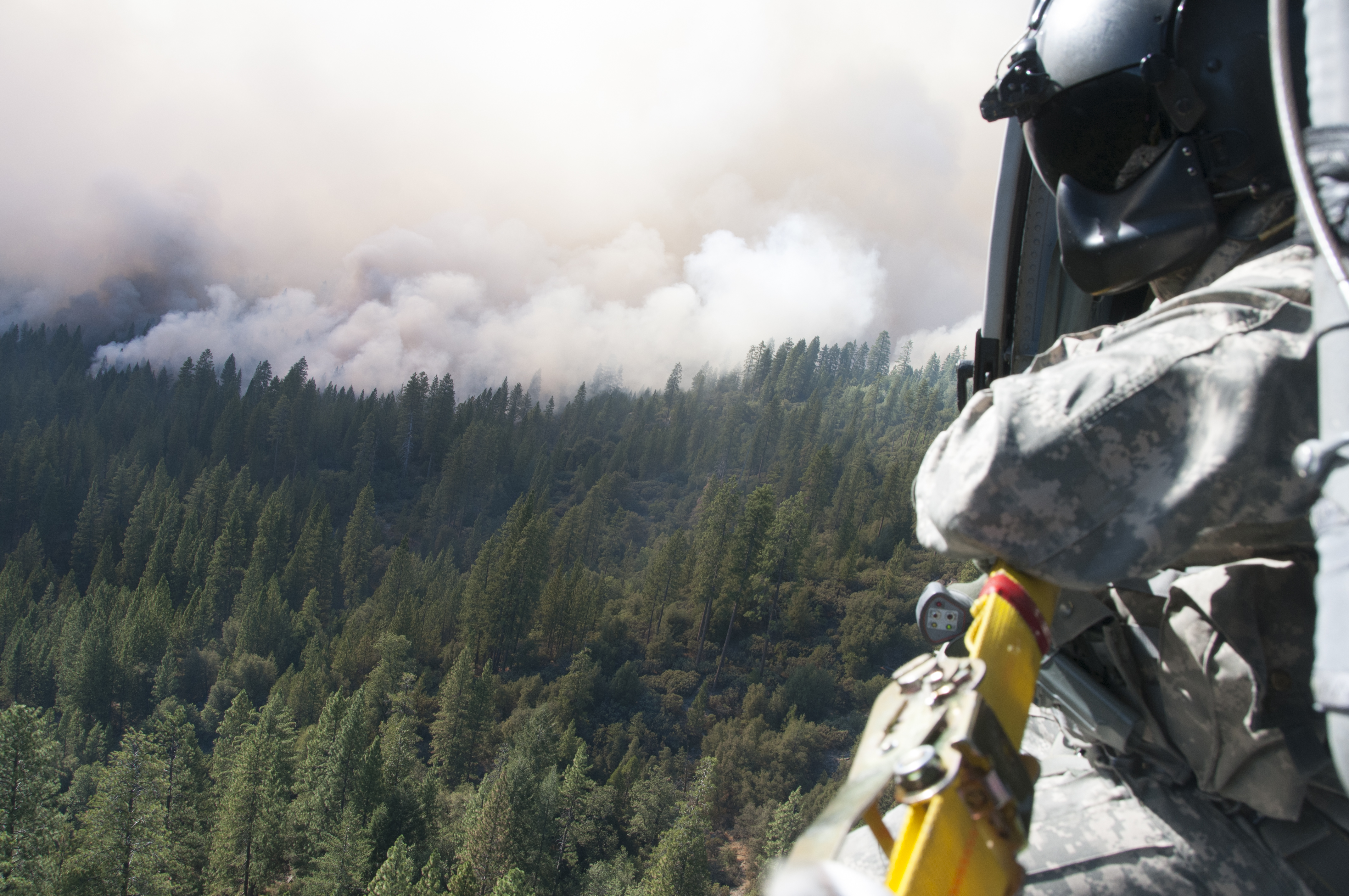
Teile des California Army National Guard’s 1–140th Aviation Battalion bei der Brandbekämpfung aus der Luft
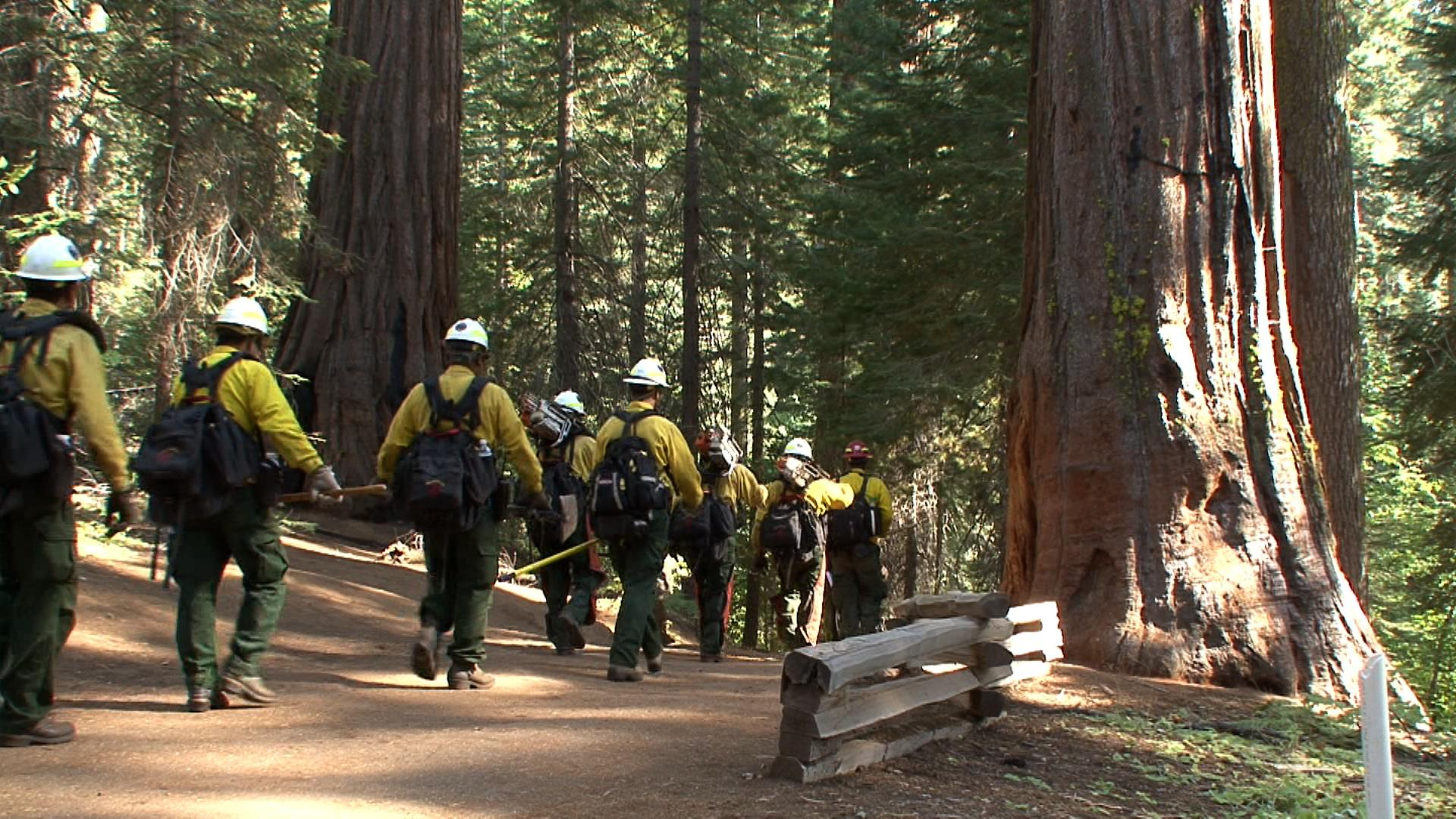
Feuerwehrleute rücken zu den Mammutbäumen im Tuolumne Grove vor

Da der Brand auch einige der im Yosemite-Park gelegenen Bestände an Jahrtausende alten Riesenmammutbäume bedrohte, installierten Feuerwehr und Parkverwaltung in zwei Hainen Sprinkleranlagen. Durch das gezielte Legen von drei Gegenfeuern konnte die Gefahr für die Mammutbäume schließlich abgewendet werden. Riesenmammutbäume überstehen Waldbrände üblicherweise unbeschadet. Das Rim Fire erzeugte jedoch Temperaturen, die auch für diese Bäume die Vernichtung bedeutet hätten.
Die Feuerwehr hatte zunächst erwartet, den Brand am 20. September 2013 vollständig unter Kontrolle zu haben. Nach dem Ausgreifen des Feuers auf hoch gelegene und nur schwer erreichbare Waldabschnitte wurde dann zwischenzeitlich jedoch von einer Eindämmung Ende des Brandes am 1. Oktober ausgegangen. Vollständig gelöscht war der Brand schließlich aber erst am 25. Oktober 2013.

## Auswirkungen

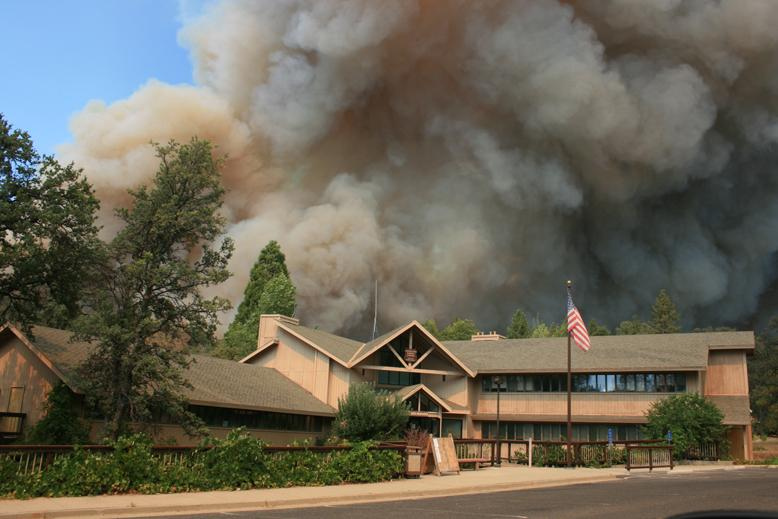
Das Feuer erreicht die Groveland Ranger Station

Am 23. August erklärte der kalifornische Gouverneur Jerry Brown den Ausnahmezustand für San Francisco, nachdem das Feuer mehrere in der Sierra Nevada gelegene Hochspannungsleitungen zur Elektrizitätsversorgung der Stadt beschädigt hatte und zwei Wasserkraftwerke im Hetch Hetchy Valley zwischenzeitlich abgeschaltet werden mussten. Aufgrund dieser Maßnahme hatte die Stadt San Francisco Strom für rund 900.000 Dollar auf dem freien Markt kaufen müssen. Befürchtungen, heruntergefallene Asche im Hetch Hetchy Reservoir würde die Trinkwasserqualität in der San Francisco Bay Area negativ beeinflussen, bestätigten sich nicht.
Nach dem Ausgreifen des Feuers auf den Yosemite-Nationalpark wurde die California State Route 120 und damit eine der Hauptzufahrtsstraßen des Parks über zwei Wochen hinweg östlich der Ortschaft Groveland für den Autoverkehr geschlossen und erst am 6. September wieder eröffnet. Die Schließung des westlichen Parkeingangs, verbunden mit einer zwischenzeitlichen Verschlechterung der Luftqualität durch Rauch, führte zu einem deutlichen Rückgang der Besucherzahlen im Nationalpark.
Bis zum 5. September hatte das Feuer insgesamt 111 Gebäude zerstört, darunter 11 Wohnhäuser. Nach Abschluss der Löscharbeiten am 25. Oktober 2013 wurden die Gesamtkosten des Schadens auf 127,3 Millionen Dollar veranschlagt.

## Untersuchung der ökologischen Folgen und Wiederaufforstungsmaßnahmen
Noch während der letzten Phase des Waldbrandes begann ein etwa 50-köpfiges Wissenschaftlerteam mit einer Untersuchung der Auswirkungen des Feuers. Im Mittelpunkt stehen dabei Analysen zu möglichen Schäden durch Erosion entlang des Flusses Tuolumne River und des Hetch Hetchy Reservoirs.
Am 10. September startete der Tuolumne River Trust, eine 1981 gegründete Non-Profit-Organisation, die Kampagne „Rim Fire Recovery“ zur Wiederaufforstung des Gebiets rund um den Tuolumne River. Die Initiative hat es sich zur Aufgabe gemacht, Erosionsschäden durch eine gezielte Wiederaufforstung zu mindern und für ein besseres Waldmanagement in den Jahren nach dem Brand zu sorgen.